# 青鳥 (生物股長單曲)
《青鳥》（日语：ブルーバード）是日本組合生物股長的第10張單曲，於2008年7月9日由Epic Records Japan發行。

## 概要
《青鳥》距離前作《想回去了啊》發行約3個月，為生物股長在2008年發行的第三張單曲。單曲在初回期間附有「生物卡片005」和「火影忍者疾風傳特別卡片」。
A面曲《青鳥》是東京電視台動畫《火影忍者疾風傳》的第三首片頭曲（2008年4月3日至9月25日），為生物股長第四次提供動畫歌曲。其音樂影片（PV）是於東京都大田區一所保齡球館（2008年6月關閉）拍攝。
本作於發行首周銷量為約3.2萬張，獲得Oricon公信榜周榜第3位，為生物股長首次取得周榜頭三位，亦是其當時首周銷量和累積銷量最高的單曲。

## 收錄內容
| CD   | CD                  | CD       | CD       | CD               | CD   |
| 曲序 | 曲目                | 词曲     | 编曲     | 弦編曲           | 时长 |
| ---- | ------------------- | -------- | -------- | ---------------- | ---- |
| 1.   | 青鳥                | 水野良樹 | 江口亮   | クラッシャー木村 | 3:35 |
| 2.   | 夏色惑星            | 山下穗尊 | 中村太知 | －               | 4:13 |
| 3.   | 青鳥 -instrumental- | －       | －       | －               |      |

## 外部連結
- 生物股長官方網站（日語）
- Sony Music（日語）